# Copris felschei
Copris felschei är en skalbaggsart som beskrevs av Edmund Reitter 1893. Copris felschei ingår i släktet Copris och familjen bladhorningar. Inga underarter finns listade i Catalogue of Life.